# Académie de Washington (Maine)
 (juillet 2025).
Si vous disposez d'ouvrages ou d'articles de référence ou si vous connaissez des sites web de qualité traitant du thème abordé ici, merci de compléter l'article en donnant les références utiles à sa vérifiabilité et en les liant à la section « Notes et références ».
 (juillet 2025).
Le contenu est difficilement compréhensible vu les erreurs de traduction, qui sont peut-être dues à l'utilisation d'un logiciel de traduction automatique.
La Washington Academy ( WA ) est un lycée privé situé à East Machias, dans le Maine. Fondée en 1792, elle compte 438 élèves internes et externes, et a un ratio éleve/professeur de 14:1.
Le ministère de l'Éducation du Maine paie l'école pour accueillir les élèves du secondaire de Cathance Township et d'Edmunds, territoires non organisés du comté de Washington. Étant donné que l'école prend l'argent des frais de scolarité publics, Joyce Kryszak du Maine Monitor a déclaré qu'il s'agit d'une école « publique-privée ».

## Histoire
En 1792, John Hancock, alors gouverneur du Commonwealth du Massachusetts, a signé la charte fondant l’école.
Au début, les cours se déroulaient à Machias, à la Burnham Tavern et au Masonic Hall. Ce n'est que bien plus tard que l'école obtint son propre bâtiment. Après concertation entre les villes voisines, le premier bâtiment scolaire fut construit à East Machias et ouvrit ses portes le 8 septembre 1823.
Aujourd’hui, l’Académie de Washington se trouve sur un campus de 75 acres et a ajouté trois bâtiments centrés sur les étudiants 
La Washington Academy est mixte, avec environ 50 % d'élèves des deux sexes. Elle accueille plus de 350 externes et environ 90 internes, représentant plus de 20 communautés environnantes. En 2017, l'école comptait 96 élèves internationaux originaires de 24 pays différents.
Après la fermeture de l'école secondaire de Lubec en 2010, cette école a accueilli quelques élèves de Lubec. L'académie avait, dans la période précédant la fermeture de l'école secondaire de Lubec, accordé des bourses à certains élèves de Lubec.
La Washington Academy a achevé la construction d'un nouveau centre de santé et de bien-être, ainsi que des améliorations aux terrains de sport, aux salles de classe et à l'infrastructure numérique en 2011.

## Programme de double diplôme de la Washington Academy
L'académie de Washington participe au programme de double diplôme (un programme de lycée américain qui permet aux étudiants internationaux d'obtenir un diplôme d'études secondaires américain parallèlement à leur diplôme national en suivant des cours en ligne).
- Accrédité aux États-Unis
- Comprend généralement 6 cours en ligne aux États-Unis.
- Offre un moyen d'améliorer l'anglais, d'accéder à l'éducation américaine et d'améliorer les candidatures à l'université.

Elle s'associe à des organisations comme JEVlangue pour proposer le programme de double diplôme dans différents pays.

## Anciens élèves notables
- John C. Caldwell, général et diplomate de la guerre de Sécession